# Rodney Adams
Rodney Alan Adams Jr. (St. Petersburg, 15 settembre 1994) è un giocatore di football americano statunitense che milita nel ruolo di wide receiver per i New York Jets della National Football League (NFL). Scelto nel corso del quinto giro (170º assoluto) del Draft NFL 2017 dai Vikings, in precedenza aveva giocato a football per i Bulls della Università della Florida Meridionale.

## Carriera

### Minnesota Vikings
Dopo aver frequentato per un anno l'Università di Toledo e per i successivi tre l'Università della Florida Meridionale, Adams venne selezionato il 29 aprile 2017 dai Minnesota Vikings come 170º assoluto, nell'ambito del quinto giro del Draft NFL 2017, e firmò il suo primo contratto da professionista, un quadriennale da 2,64 milioni di dollari, il 25 maggio 2017